# Габій
41°53′13″ пн. ш. 12°42′57″ сх. д. / 41.886888888889° пн. ш. 12.715833333333° сх. д.

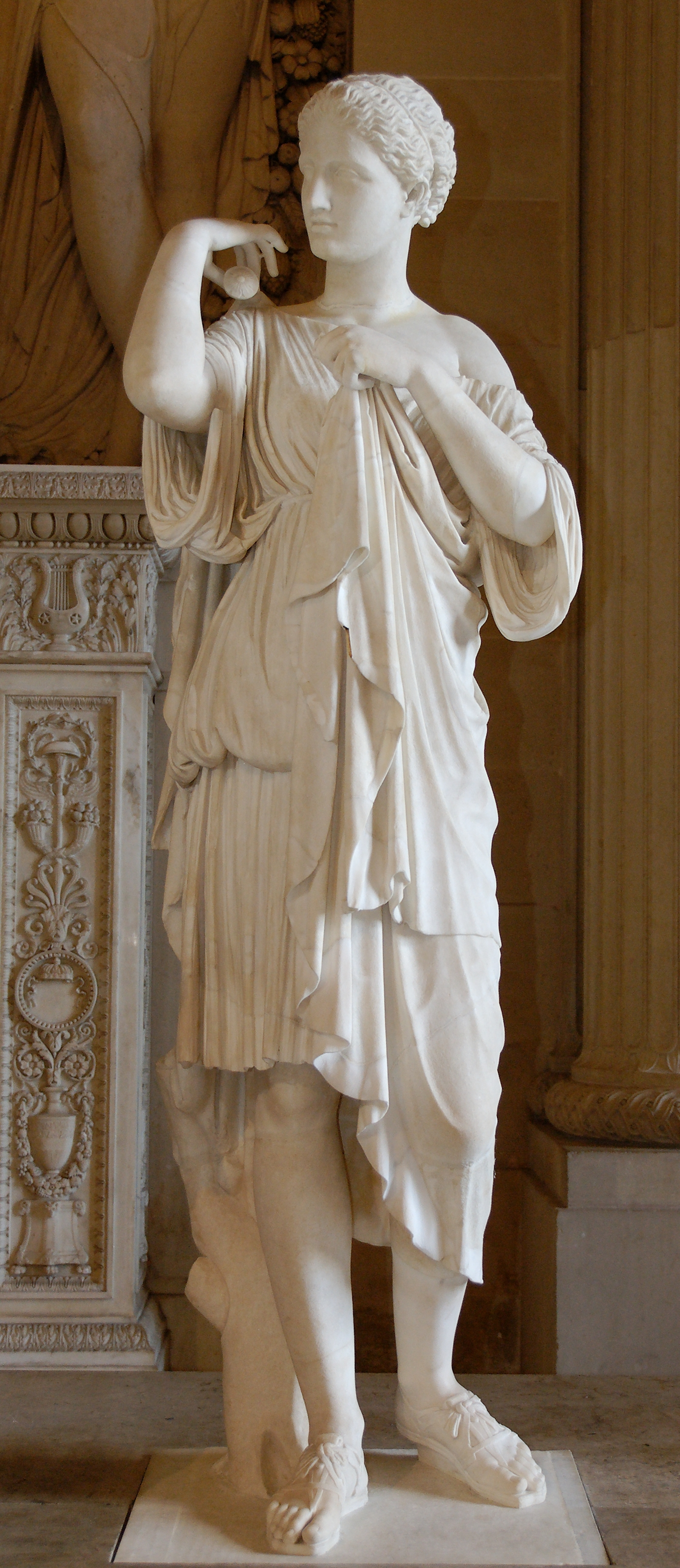
Артеміда Габійська, римський мармур часів правління Тиберія (14-37 н. е.), копія грецького оригіналу, який традиційно приписують Праксителю. Знайдено в 1792 році Гевіном Гамільтоном, зараз знаходиться в Луврі.

Габій або Габіос чи Габії (лат. Gabii, Gabios) — давньоримське місто у регіоні Лаціо, розташоване близько за 18 км на схід від Риму вздовж Пренестинської дороги, яка в давнину була відома як Via Gabina. Лежить на південно-східному березі висохлого озера вулканічного походження.
Імовірно, Габій був заснований жителями Альба-Лонги або сикулами, одним із трьох основних корінних племен стародавньої Сицилії. Регіон був заселений із середини бронзового віку, хоча урбанізація території, ймовірно, почалася не раніше початку другої половини VIII століття до н. е. Ймовірно, цей процес завершився наприкінці VII ст. до н. е. і на піку межі міста охоплювали площу приблизно 1,9 км². Через Габій проходила Віа Пренестина, яка в давнину була відома як Віа Габіна .

## Легенда
Існує легенда, що Ромул і Рем виросли в Габії, де вони навчилися всьому, що знали, від літератури до використання грецької зброї. Як розповідається в «Історії Риму» Лівія, Габій вступив у війну з Римом під час правління Тарквінія Суперба і, після початкового успіху, зазнав поразки через використання хитрощів Тарквінія та його молодшого сина Секста. Діонісій Галікарнаський стверджує, що Тарквіній був поблажливим до Габія, і що мирний трактат, оригінальний текст якого був написаний на бичачій шкурі, якою був покритий дерев'яний щит, зберігався в його часи в римському храмі Санкус. Після повалення римської монархії Секст втік до Габія, але був убитий лідерами міста в помсту за свої минулі дії.

## Пізніший розвиток подій
Його подальша історія маловідома. Після 493 року до н. е. Габій був союзником Риму. У першому столітті до н. е. про нього пишуть як маленьке і незначне містечко. Фактично, з кінця республіканського періоду місто знелюднело через широке використання каменоломні Gabinus lapis, яка була трохи нижче архаїчного міста. Цицерон і поети Августа використовували Габій як приклад міста, яке впало зі своєї давньої висоти. З написів відомо, що з часів Августа чи Тіберія воно мало муніципальну організацію. Його лазні були досить відомі і Адріан, який значною мірою відповідав за відновлення процвітання маленьких містечок Лаціо, здається, був дуже щедрим покровителем, побудувавши сенат і акведук . Після 3 століття Габій практично зникає з історії, хоча його єпископи продовжували згадуватися в церковних документах аж до кінця IX століття.

## Руїни

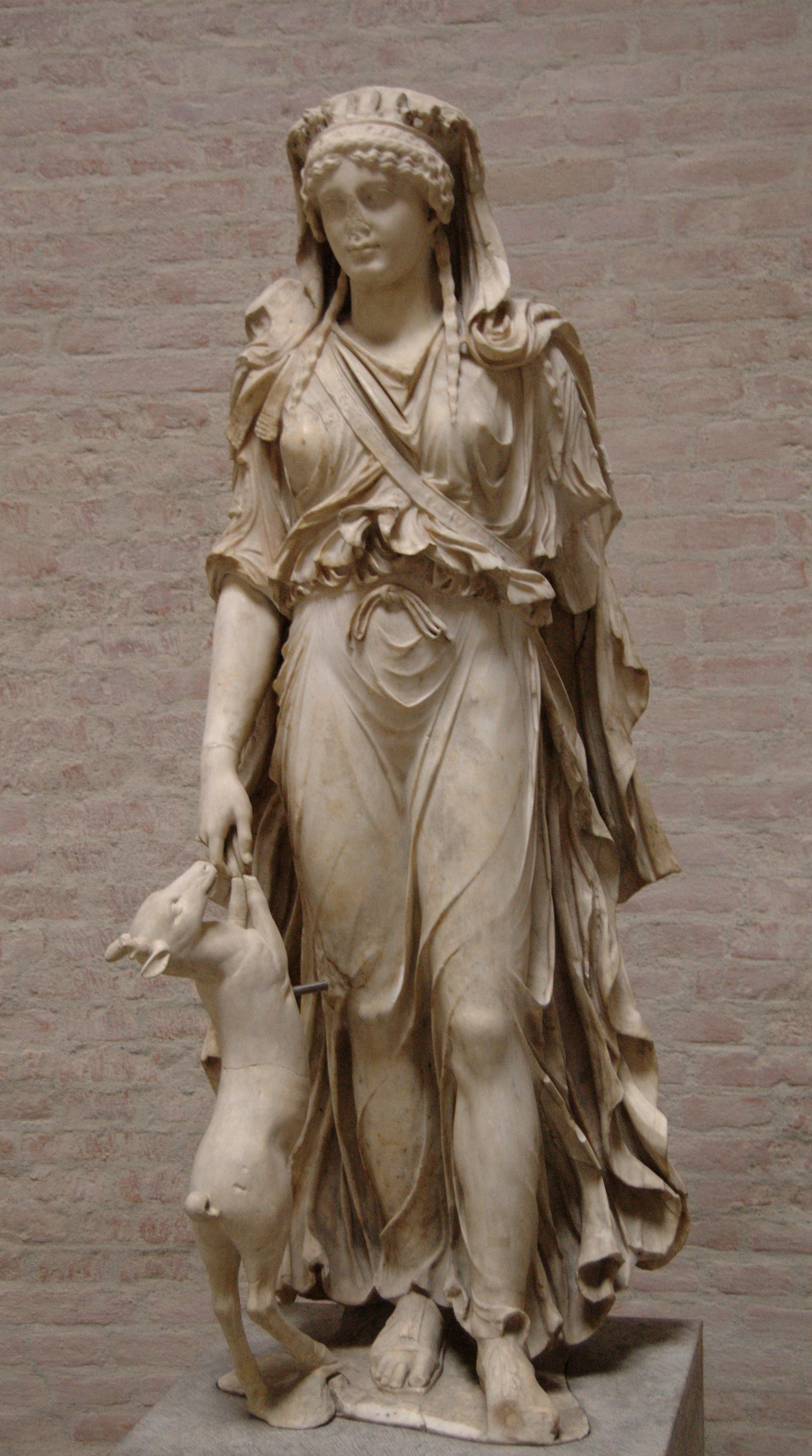
Діана була розкопана в 1792 році Гевіном Гамільтоном і продана Людвігу I Баварському (Мюнхенська гліптотека).

Цитадель Габій в даний час вкрита руїнами середньовічної фортеці Кастільоне. Найвидатнішим рудиментом Габія є зруйнований храм, який зазвичай приписують Юноні, що мав шість іонічних або коринфських колон на фасаді та по шість з кожного боку, за винятком задньої частини. Храм складався з однієї кімнати і був побудований з Gabinus lapis, вогнестійкого каменю, який був знайдений у каменоломнях біля Габія, а також потрапив у деякі будівлі в самому Римі. Храм розташовувався в центрі платформи, позаду якої розширювалася в сторони колонада в доричному стилі. Ця фвиходила на приміщення, які, ймовірно, використовувалися як крамниці. План цікавий, але архітектурний стиль, очевидно, був змішаний. На захід від храму було озеро Кастільоне, а на схід — Форум, розкопаний Гевіном Гамільтоном у 1792 році . Усі знахідки були включені до колекції Боргезе, хоча багато з них були вивезені до Парижа Наполеоном і досі знаходяться в Луврі. Тут виявлено багато цікавих статуй: крім божеств (Венери, Діани, Немезиди та ін.), є Агріппа, Тіберій, Германік, Калігула, Клавдій, Нерон, Траян і Плотіна, Адріан і Сабіна, Марк Аврелій, Септимій Север, Гета, Гордіан III та ін. Написи в основному розповідають про місцеві та міські справи.